# Будово (Росія)
Будово (рос. Будово) — присілок в Торжоцькому районі Тверської області Російської Федерації.
Населення становить 312 осіб. Входить до складу муніципального утворення Будовське сільське поселення.

## Історія
Від 2005 року входить до складу муніципального утворення Будовське сільське поселення.

## Населення
| 1859 | 1884 | 1897 | 1920 | 2002 | 2010 |
| ---- | ---- | ---- | ---- | ---- | ---- |
| 729  | ↘631 | ↘628 | ↗673 | ↘300 | ↗312 |